# THE PREDATORS
THE PREDATORS（ザ・プレデターズ）は、2005年に結成された、日本のスリーピース・ロックバンドである。「ポップなニルヴァーナ」を意識した音楽がコンセプトであったが、2015年の活動でラモーンズを意識しつつもテーマをあまり設けずに曲作りをしていて、2018年の活動では特にテーマなどは設けずに曲作りをしている。

## 概要
メンバーは、the pillowsの山中さわおとGLAYのJIRO、ELLEGARDEN兼Scars Boroughの高橋宏貴の3人。脱退したメンバーに、ナカヤマシンペイ（ストレイテナー）がいる。作詞は全て山中であるが、作曲は山中、JIRO、高橋がそれぞれ施す。同バンドは、本元の音楽活動の延長線上であるため、メンバーとしては遊び感覚の意識が強い活動であるとされる。詳細は後述のメンバーの節を参照のこと。
サウンドは、3人が好きなニルヴァーナを意識しており、ライブではカバー曲も演奏していた。

## メンバー
山中さわお（やまなか さわお）
ボーカル・ギター・作詞・作曲担当。1989年から2025年までthe pillowsのメンバーとして活動。
JIRO（ジロウ）
ベース・作曲担当。GLAYのメンバー。
高橋宏貴（たかはし ひろたか）
ドラムス担当。作曲も行う。ELLEGARDEN、Scars Boroughのメンバー。2010年3月加入。

### 元メンバー
ナカヤマシンペイ
ドラムス担当。ストレイテナーのメンバー。2010年3月脱退。脱退は、山賊名義で描いていた「やさぐれぱんだ」で多忙だった為だと2018年に明かしている。脱退当時、山中もJIROも山賊であることは承知していた。

## 来歴
バンド結成の切っ掛けは、普段から仲が良く個人としての付き合いも多かった山中とJIROが、以前から温めていた発案によるものである。ナカヤマは山中とバンドぐるみでの付き合いが多く、こちらも仲が良かったため発案が現実化された際に山中に誘われて同バンドに加入した。
2005年7月6日にインディーズレーベルよりミニアルバム『Hunting!!!!』をリリース。2005年の夏はロック・フェスティバルなど各種ライブに出演。特に公言はしていないが、2006年の秋以降、表立った活動は一旦停止していた。
2008年10月15日、2ndミニアルバム『牙をみせろ』をリリースし活動再開。初ツアーとなるSHOOT THE MOON TOURで全国のZeppを周った。ツアー中、まだ音源化されていない新曲、「グッド・マナーズ」「Good bye Gobrin」、インストナンバーの「MEAT FACTORY」も披露された。
2010年3月15日、SHOOT THE MOON TOURを最後にナカヤマシンペイが多忙のため脱退したことが発表された。代役として高橋宏貴（ELLEGARDEN、Scars Borough）が加入。フェスの参加も発表され、再始動、8月4日にアルバムTHIS WORLDをリリースし、9月からツアー THIS WORLD TOURを行った。
2012年8月1日、4th album「Monster in my head」をリリースし、9月からツアー Monster in your head を行った。
2015年8月26日、5th album「ROCK'N'ROLL PANDEMIC」をリリースし、9月からツアー ROCK’N’ROLL PANDEMIC TOUR を行った。
2018年1月10日、通販・ライブ会場限定シングルである「Arabian dance」をリリースし、1月からツアー Arabian Dance Tour を行った。また、4月にあるARABAKI ROCK FEST.にも参加が決定した。

## 作品

### アルバム
- Hunting!!!! （2005年7月6日、TMRD-0001）
- 牙をみせろ （2008年10月15日、NFCD-27902/B）
- THIS WORLD （2010年8月4日、NFCD-27911）
- Monster in my head （2012年8月1日、 NFCD-27916）
- ROCK’N’ROLL PANDEMIC （2015年8月26日、 PCCA-90039(BUMP-046))
- Arabian dance　(2018年1月10日、BUMP-074)
- Go back to yesterday!　(2021年11月17日、BUMP-121)

### 映像作品
- SHOOT THE MOON TOUR 2008.11.4 at Zepp Tokyo （2009年2月4日、NFBD-27905:DVD/NFXD-27920:Blu-ray）
- THIS WORLD TOUR 2010.9.17 at Zepp Tokyo （2011年1月26日、NFBD-27912:DVD/NFXD-27919:Blu-ray）
- “Monster in your head” 2012.10.12 at Zepp Tokyo （2011年1月26日、NFBD-27923:DVD/NFXD-27924:Blu-ray）
- ROCK’N’ROLL PANDEMIC TOUR 2015.10.9 at Zepp Tokyo　(2016年3月2日、PCBE-54693(BUMP-050):DVD/PCXE-50597(BUMP-051):Blu-ray)
- THE PREDATORS Arabian Dance Tour 2018.2.8 at Zepp DiverCity TOKYO　(2018年4月25日、PCBE-54843(BUMP-075):DVD/PCXE-50810(BUMP-076):Blu-ray)

### バンドスコア
- Hunting!!!! （2005年11月20日）
- 牙を見せろ （2009年1月5日）
- THIS WORLD （2010年8月11日）

## 主なライブ

### ワンマンライブ・主催イベント
- 2008年 - SHOOT THE MOON TOUR
- 2010年 - THIS WORLD TOUR
- 2012年 - THE PREDATORS 2012 TOUR "Monster in your head"
- 2015年 - ROCK'N'ROLL PANDEMIC TOUR
- 2018年 - Arabian Dance Tour

### 出演イベント
- 2005年 7月24日 - FM802 MEET THE WORLD BEAT 2005
- 2005年 8月19日 - RISING SUN ROCK FESTIVAL 2005 in EZO
- 2006年 4月29日 - ARABAKI ROCK FEST.06
- 2006年 9月10日 - OKINAWA AMP06
- 2007年 3月 9日 - SOUND SHOOTER Vol.2
- 2008年10月 9日 - CANDY STRIPPER MUSIC SHOW
- 2010年 5月 1日 - ARABAKI ROCK FEST.10
- 2010年 8月14日 - RISING SUN ROCK FESTIVAL 2010 in EZO
- 2010年 8月21日 - MONSTER baSH 2010
- 2010年 9月 4日 - RockDaze! 2010
- 2012年 8月11日 - RISING SUN ROCK FESTIVAL 2012 in EZO
- 2012年 9月15日 - 風とロック芋煮会2012＠猪苗代湖
- 2018年 4月28日 - ARABAKI ROCK FEST.18